# Гидрид золота(I)
Гидри́д зо́лота(I) — бинарное неорганическое соединение металла золота с водородом, c формулой AuH. При нормальных условиях представляет собой белый порошок.

## Получение
- Образуется в небольших количествах при действии водорода на мелкодисперный порошок золота или золотую фольгу:

{\displaystyle {\mathsf {2Au+H_{2}\ {\xrightarrow {1400^{o}C}}\ 2AuH}}}

## Физические свойства
Гидрид золота(I) образует белый мелкокристаллический порошок.

## Химические свойства
- Взаимодействует с едким натром:

{\displaystyle {\mathsf {AuH+NaOH\ {\xrightarrow {}}\ AuOH\downarrow +NaH}}}
- При действии сероводорода превращается в сульфид золота(I):

{\displaystyle {\mathsf {2AuH+H_{2}S\ {\xrightarrow {}}\ Au_{2}S+2H_{2}\uparrow }}}